# بساتین الاسد
بساتین الاسد یک منطقهٔ مسکونی در سوریه است که در منطقه بانیاس واقع شده‌است. بساتین الاسد ۳٬۲۲۸ نفر جمعیت دارد.